# Monts Climiti

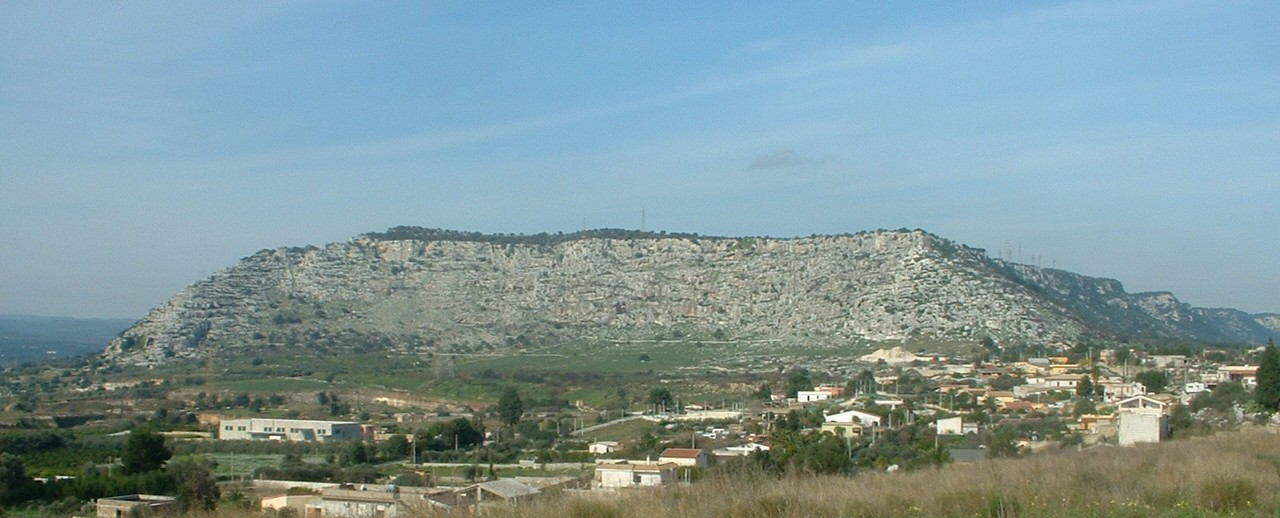
Vue du versant sud-est

Les monts Climiti  (Monti Climiti en italien) sont une chaîne de collines située dans la Sicile orientale, au nord-ouest de Syracuse. L'altitude maximale est de 410 m. Ils représentent le dernier contrefort des monts Hybléens vers la plaine de Syracuse et la mer Ionienne à l'est et sur la vallée de l'Anapo à l'ouest.

## Toponymie
Climiti vient du grec κλίμαξ (klímax) qui signifie « échelle ». En effet, les versants du plateau présentent des terrasses naturelles qui s'étendent radialement.

## Géographie

### Situation
Les monts Climiti sont situés dans la province de Syracuse, sur les territoires des communes de Melilli, Priolo Gargallo et Sortino.

### Hydrographie
Les monts Climiti son parcourus par le fleuve Anapo qui prend sa source au mont Lauro, le plus haut sommet des monts Hybléens près de Palazzolo Acreide, et traverse ensuite tout le territoire de Syracuse où il rejoint la Ciane avant de se jeter dans la mer Méditerranée.